# Gouw (rivier)
De Gouw (ook: Gouwe) is een gekanaliseerd riviertje in het noorden van de Nederlandse provincie Drenthe.
De Gouw begint nabij de Beelestukken en stroomt door de polder de Peizer- en Eeldermaden. Samen met het Eelderdiep en het Omgelegde Eelderdiep zorgt het voor de afwatering van het oostelijk gedeelte van dit poldergebied. Het riviertje mondt even ten zuiden van Hoogkerk uit in het Eelderdiep.
In de Gouw wordt, evenals in het Eelder- en Omgelegde Eelderdiep, het Peizerdiep en de Grote Masloot volgens informatie van het waterschap Noorderzijlvest, het zeldzame langstengelig fonteinkruid aangetroffen.